# Symbolische Rating-Skala
Eine symbolische Ratingskala ist eine besondere Form einer Ratingskala. Sie bedient sich Skalenmarken in der Form von Symbolen, wie zum Beispiel Smileys und grenzt sich so von Visueller Analogskala (VAS) und Numerischer Rating-Skala (NRS) ab.

## Einsatzzweck in der empirischen Sozialforschung
Symbolische Ratingskalen finden u. a. dort Verwendung, wo Versuchspersonen in einem Test- oder Befragungsverfahren nicht in der Lage scheinen, die für numerische Ratingskalen notwendige Abstraktion zu leisten, eigene Meinungen in ein numerisches Relativ zu überführen. Dies trifft insbesondere auf junge Kinder zu. Ein weiterer Grund für den Einsatz symbolischer Ratingskalen könnte sein, dass die Zielgruppe nicht lesen kann (Analphabeten). Es erleichtert die Auswertung, wenn die betreffende Skalierung das Skalenniveau „Intervallskala“ erfüllt, dafür müssen die Symbole äquidistant angelegt sein.

## Einzelnachweis
1. ↑  Jürgen Bortz, Nicola Döring: Forschungsmethoden und Evaluation: für Human- und Sozialwissenschaftler. 4., überarb.  Auflage. Springer, Berlin, Heidelberg 2006, ISBN 978-3-540-33305-0, S. 177.